# He Leads, Others Follow
He Leads, Others Follow é um curta-metragem norte-americano de 1919, do gênero comédia, estrelado por Harold Lloyd. Presume-se ser um filme perdido.

## Elenco
- Harold Lloyd
- Snub Pollard
- Bebe Daniels
- Sammy Brooks
- Lige Conley - (como Lige Cromley)
- Charles Inslee
- Dee Lampton
- Marie Mosquini

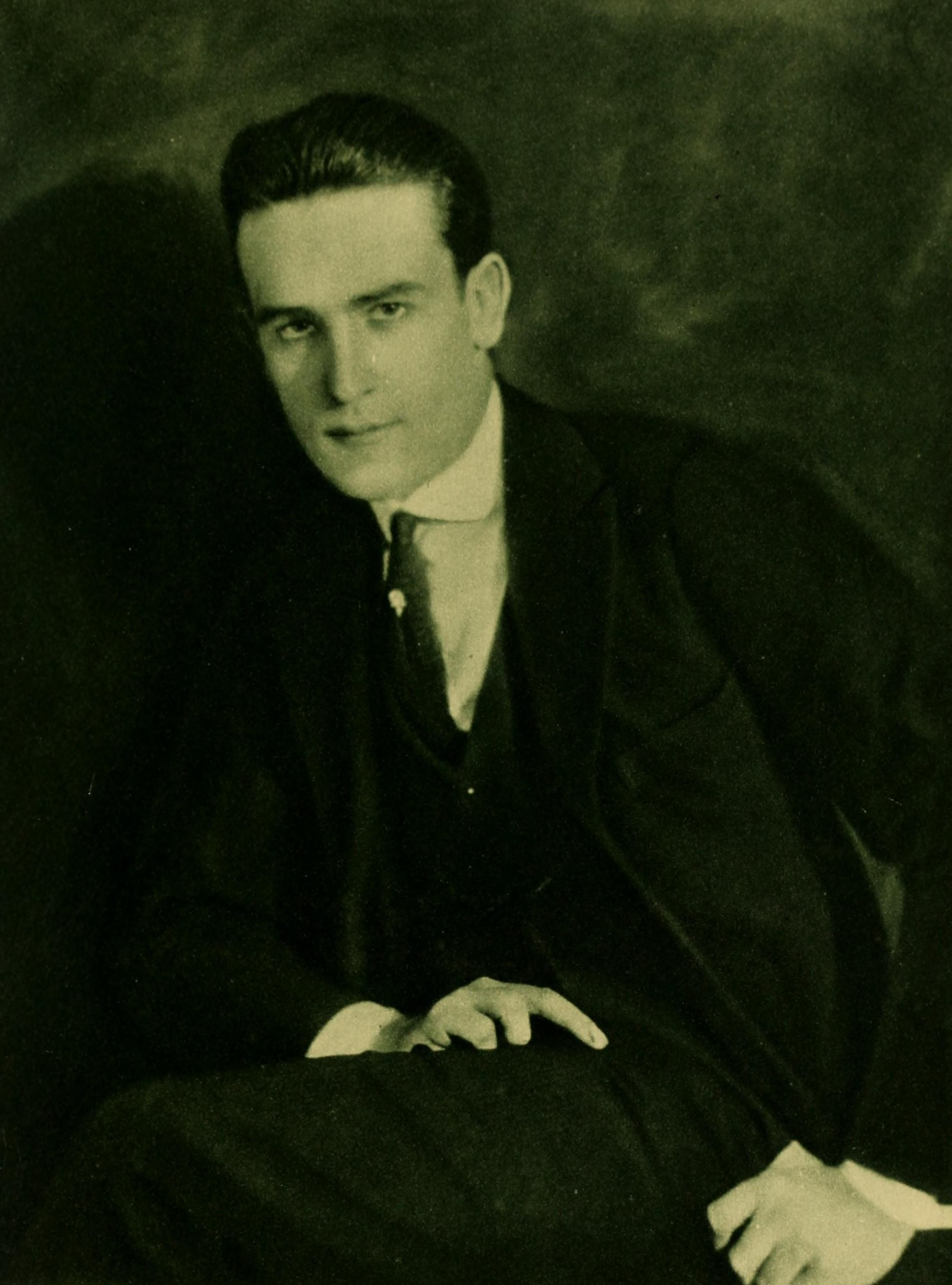
Harold Lloyd

- Fred C. Newmeyer - (como Fred Newmeyer)
- Billie Oakley
- H.L. O'Connor
- Charles Stevenson - (como Charles E. Stevenson)
- Noah Young